# Esma Redžepova
Esma Redžepova (în macedoneană Есма Реџепова; n. 8 august 1943, Shkupi, Bulgaria – d. 10 decembrie 2016, Shkupi, Macedonia de Nord) a fost o cântăreață macedoneană. În cariera sa a avut mai mult de 9000 de concerte în 30 de țări. Împreună cu soțul ei au adoptat 47 de copii, primind numeroase premii pentru activitatea umanitară. Pe cont propriu a creat mai mult de 500 de acte.Printre acestea se numără 108 piese, 28 de albume și 6 filme.
Esma și Vlatko Lozanoski au reprezentat Macedonia la Concursul Muzical Eurovision 2013.

## Viață și activitate muzicală
Redžepova s-a născut la 8 august 1943, într-o familie de romi din Macedonia, fiind a doua născută dintre cei șase copii ai familiei. Tatăl său, Ibrahim Redžepova, lucra ca toboșar, circar, portar și ca pantofar, iar mama sa, Canija, era croitoreasă. Părinții au insistat ca toți copii să termine școala primară. La nouă ani Esma a fost dusă de către fratele ei la o formație muzicală de romi, unde ea a învățat rapid ritmuri complicate. Mama ei a încurajat-o pe Esma să își cultive talentul muzical și să își continue studiile la o școală de folclor.
În 1957 a participat la un concurs muzical, câștigând locul întâi și 9.000 de dinari.  În 1960, a cântat pe scena sălii Olympia din Paris.

## Carieră recentă
În ultimi ani Esma a devenit cunoscută în zona balcanică. În 2002, ea a înregistrat un duet cu celebrul cântăreț macedonean Tose Proeski numit "Magija", care a fost inclus în albumul lui Tose "Ako Me Pogledneš Vo OCI", lansat în octombrie același an.
Cea mai cunoscută melodie a Esmei este Čaje Šukarije, piesa apărând, fără voia ei, pe coloana sonoră a filmului Borat în 2006. Ea a dat producătorii în judecată si a primit daune morale în valoare de 26.000 €. În anul 2009, a cântat pe scena Royal Festival Hall din Londra, în spectacolul „Legendary Gypsy Queens and Kings”.

## Eurovision 2013
Pe 28 decembrie 2012 a fost anunțat faptul că Esma Redžepova va reprezenta Macedonia la Concursul Muzical Eurovision 2013 cu melodia numită Imperija.
Esma Redžepova a fost nominalizată drept Ambasador al Națiunilor Unite pentru Refugiați în Macedonia în anul 2002. A fost distinsă cu Ordinul de Merit al Macedoniei în 2010 și a fost  numită Artistă Națională a Macedoniei în 2013.